# Десанкини мајски разговори
Десанкини мајски разговори је песничко-културна манифестација која се одржава у Београду, Ваљеву и Бранковини, у организацији Задужбине „Десанка Максимовић” из Београда и Подружнице задужбине из Ваљева.
Након смрти Десанке Максимовић, сваког 16. маја, на дан њеног рођења, у Ваљеву се одржава пригодан програм на Десанкином венцу - Ђачка реч Десанки Максимовић, пред Спомеником песништва. Програм се наставља у Бранковини полагањем цвећа и пригодним рециталом на гробу Десанке Максимовић.
У оквиру манифестације додељује се Награда „Десанка Максимовић”, а потом се одржава пригодан културни програм.